# Сіпопа Лутангу
Сіпопа Лутангу (*д/н — бл. 1876) — мбуму ва літунга (володар) держави Бароце в 1864—1876 роках.

## Життєпис
Походив з династії Ньямбе. Син літунги Мубуквану. після смерті батька у 1840 році не підтримав брата Імасіку, а підкорився владі мкололо на чолі із Себетване. Після смерті того у 1851 році зберіг вірність його наступникам. Згодом одружився з донькою Себетване — Мамочісане.
1864 року під час повстання лозі проти влади Мбололо доєднався до повсталих. У результаті після повалення Мбололо отримав владу. Впровадив новий титул — мбаму ва літунга. Закріпив столицю в Леалуї.
Намагався поєднати традиції лозі та макололо, зокрема зберігши офіційною мову кололо та усе законодавства, прийняте з часів Себетване. Це викликало невдоволення частини знаті лозі, які вимагали повернення до часів, коли макололо не вдиралися до Бароце.
Помер близько 1876 року. Його небіж з боку дружини Мова Мамілі повинен був зайняти трон, але був повалений Мванавіною, стриєчним братом Сіпопи.